# Rhinophrynus dorsalis
Rhinophrynus dorsalis és una espècie d'amfibi anur que habita des de Texas fins a Costa Rica. És l'únic membre de la família Rhinophrynidae. Rhinophrynus dorsalis està especialitzat a consumir formigues, presentant una llengua adaptada a aquesta dieta i mancant de dents. Passa la major part de la seva vida sota terra, sortint a la superfície per apariar-se en l'estació plujosa. És considerat el grup germà del clade Pipidae.